# 多屋来夢
多屋 来夢（たや らいむ、1997年7月26日 - ）は、日本のファッションモデルである。東京都出身。ファッション誌『non-no』（集英社）の元専属モデル。

## 略歴
日本人とアルゼンチン人のハーフ。
幼稚園児のころ、母親と池袋を歩いていた時にスターダストプロモーションにスカウトされ芸能界デビュー。
小学生の頃は『ちゃお』（小学館）や『なかよし』（講談社）といった小学生向けファッション誌でモデルとして活躍
2015年、「ミスiD2015」でミスiD2015を受賞。
2018年1月10日、日テレ系番組『今夜くらべてみました』（日本テレビ）にて、美少女検索が趣味の広瀬すずから一押しの「愛しのドール系美女」として紹介され、注目を浴びた。
2018年9月16日、ファッション＆音楽イベント「Rakuten GirlsAward 2018 AUTUMN/WINTER」にて、2018年9月20日発売雑誌『non-no』（集英社）11月号から新専属モデルとして加入することか発表された。
2020年4月20日、同日発売の雑誌『non-no』にて、専属モデルを卒業。
2020年5月31日、スターダストプロモーション退所。個人活動に。Twitterアカウントの開設。
2024年8月、ファッション情報誌『Merveille（メルヴェイユ） 』の専属モデルとして発表されたが、同年10月23日、専属モデル契約の解除が明らかになる。

## 出演

### CM
- ダイキン工業
- マンナンライフ　クラッシュタイプの蒟蒻畑ヨーグルト味「ヨーデル」篇（2017年9月 - ）
- KONAMI「実況パワフルサッカー『大迫選手青春サッカー篇！！』」（2017年7月 - ）
- モンスターストライク 美少女戦士セーラームーンCrystalコラボ（2018年11月16日 - ）

### PV
- 大森靖子「ドグマ・マグマ」
- フレデリック「トウメイニンゲン」
- Alexandros「ワタリドリ」
- 超特急「EBiDAY EBiNAI」
- 秦基博「ひまわりの約束（弾き語りver）」
- 四星球「チャーミング」

## 書籍
- bis レギュラーモデル
- non-no 専属モデル　（集英社）（2018年11月号 - 2020年6月号）
- LARME
- KERA